# مجلس قيادة الثورة الليبية
مجلس قيادة الثورة الليبية كان الجسم الذي قاد ثورة الفاتح من سبتمبر 1969 معلناً الجمهورية العربية الليبية وحكمها رسمياً ما بين عامي 1969 و1977. تكون من 13 شخص جميعهم عسكريين. وترأسه العقيد معمر القذافي الذي مارس قدراً كبيراً من النفوذ.
في عام 1977، ألغى القذافي الجمهورية وأعلن قيام الجماهيرية. ونتيجة لذلك، تم إلغاء مجلس قيادة الثورة رسمياً وحل مكانه الأمانة العامة لمؤتمر الشعب العام.

## العضوية

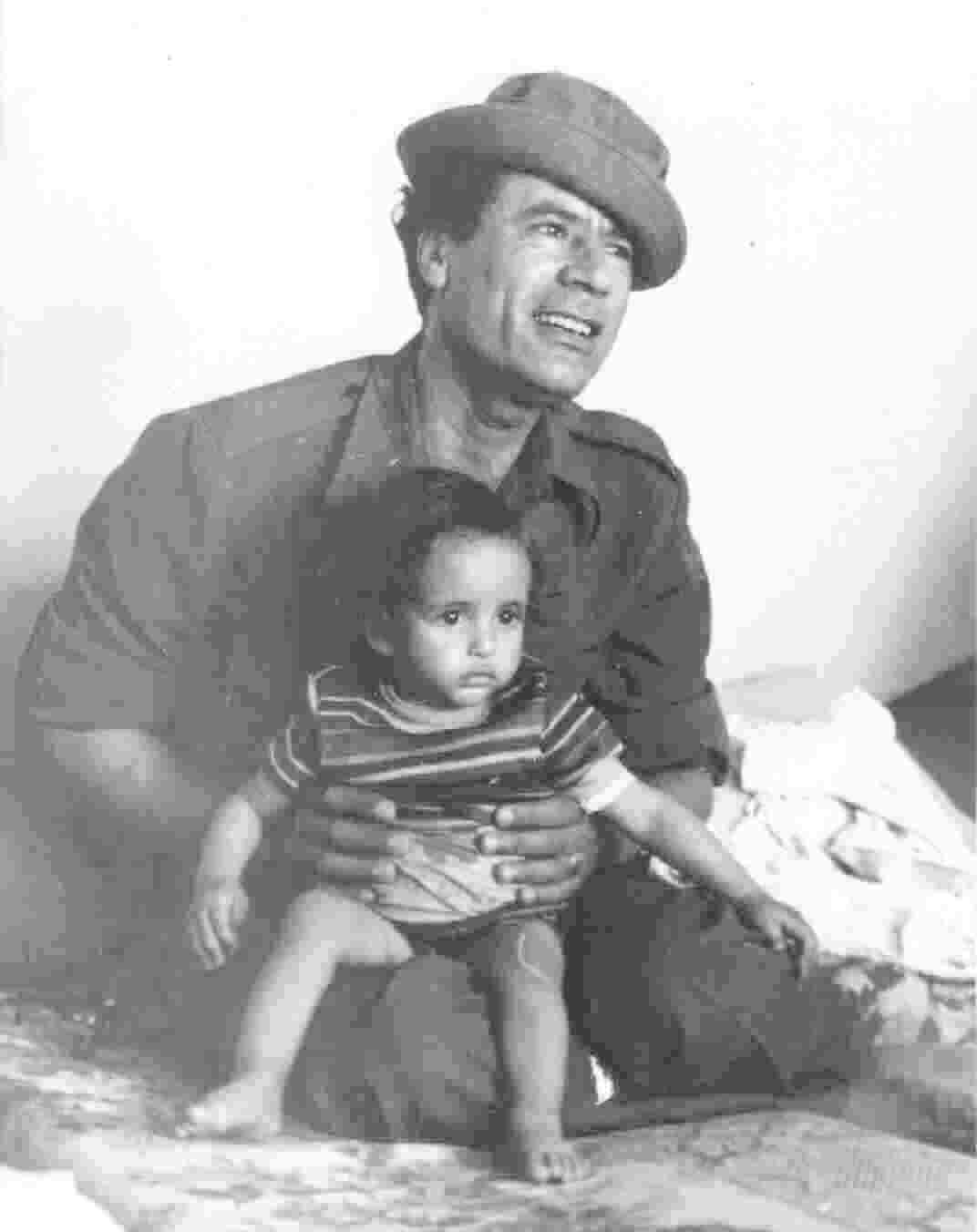
القذافي في 1976.

الأعضاء الأوائل الآخرين (1970) على النحو التالي:
- الرائد علي العربي الساعدي
- الرائد عبد السلام جلود
- الرائد بشير الصغير هوادي
- الرائد مختار عبد الله القروي
- النقيب عبد المنعم الطاهر الهوني
- النقيب مصطفي الخروبي
- الرائد الخويلدي محمد الحميدي
- الرائد محمد نجم
- الرائد عوض علي حمزة
- الرائد أبو بكر يونس
- النقيب عمر المحيشي
- النقيب محمد أبو بكر المقريف
- النقيب سعيد المبروك الفرجاني
- علي الفيتوري الورفلي
- ابو القاسم القانقا
- خليفة أحنيش
- المقدم موسى احمد